# Marlin Edgar Olmsted

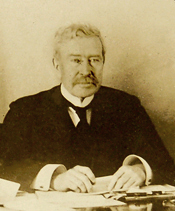
Marlin Edgar Olmsted (1909)

Marlin Edgar Olmsted (* 21. Mai 1847 bei Ulysses, Potter County, Pennsylvania; † 19. Juli 1913 in New York City) war ein US-amerikanischer Politiker. Zwischen 1897 und 1913 vertrat er den Bundesstaat Pennsylvania im US-Repräsentantenhaus.

## Werdegang
Marlin Olmsted besuchte die öffentlichen Schulen seiner Heimat und die Coudersport Academy, ebenfalls in Pennsylvania. Danach war er einige Zeit für die Finanzbehörde seines Staates tätig. Nach einem Jurastudium und seiner 1878 erfolgten Zulassung als Rechtsanwalt begann er in Harrisburg in diesem Beruf zu arbeiten. Gleichzeitig schlug er als Mitglied der Republikanischen Partei eine politische Laufbahn ein. Im Jahr 1891 wurde er zum Delegierten für den geplanten Verfassungskonvent von Pennsylvania gewählt.
Bei den Kongresswahlen des Jahres 1896 wurde Olmsted im 14. Wahlbezirk seines Staates in das US-Repräsentantenhaus in Washington, D.C. gewählt, wo er am 4. März 1897 die Nachfolge von Ephraim Milton Woomer antrat. Nach sieben Wiederwahlen konnte er bis zum 3. März 1913 acht Legislaturperioden im Kongress absolvieren. Seit 1903 vertrat er dort als Nachfolger von Thaddeus Maclay Mahon den 18. Distrikt von Pennsylvania. In seine Zeit als Kongressabgeordneter fiel der Spanisch-Amerikanische Krieg von 1898. Von 1901 bis 1909 leitete Olmsted den zweiten Wahlausschuss (Committee on Elections No. 2). Danach war er zwischen 1909 und 1911 Vorsitzender des Committee on Insular Affairs. Im Jahr 1905 gehörte er zu den Kongressabgeordneten, die mit der Durchführung eines Amtsenthebungsverfahrens gegen den Bundesrichter Charles Swayne betraut waren.
1912 verzichtete Marlin Olmsted auf eine weitere Kongresskandidatur. Nach dem Ende seiner Zeit im US-Repräsentantenhaus praktizierte er wieder als Anwalt in Harrisburg. Er starb am 19. Juli 1913 in New York und wurde in Harrisburg beigesetzt.